# 1862 aux États-Unis
Pour des articles plus généraux, voir Chronologie des États-Unis et 1862.
Chronologie des États-Unis
- 1858
- 1859
- 1860
- 1861
- 1862
- 1863
- 1864
- 1865
- 1866

Cette page concerne des événements d'actualité qui se sont produits durant l'année 1862 du calendrier grégorien aux États-Unis.

Les passages soulignés correspondent aux batailles majeures de la Guerre de Sécession.

## Gouvernement
- Président : Abraham Lincoln Républicain
- Vice-président : Hannibal Hamlin Républicain
- Secrétaire d'État : William Henry Seward
- Chambre des représentants - Président : Galusha Aaron Grow Républicain

## Événements

### Janvier

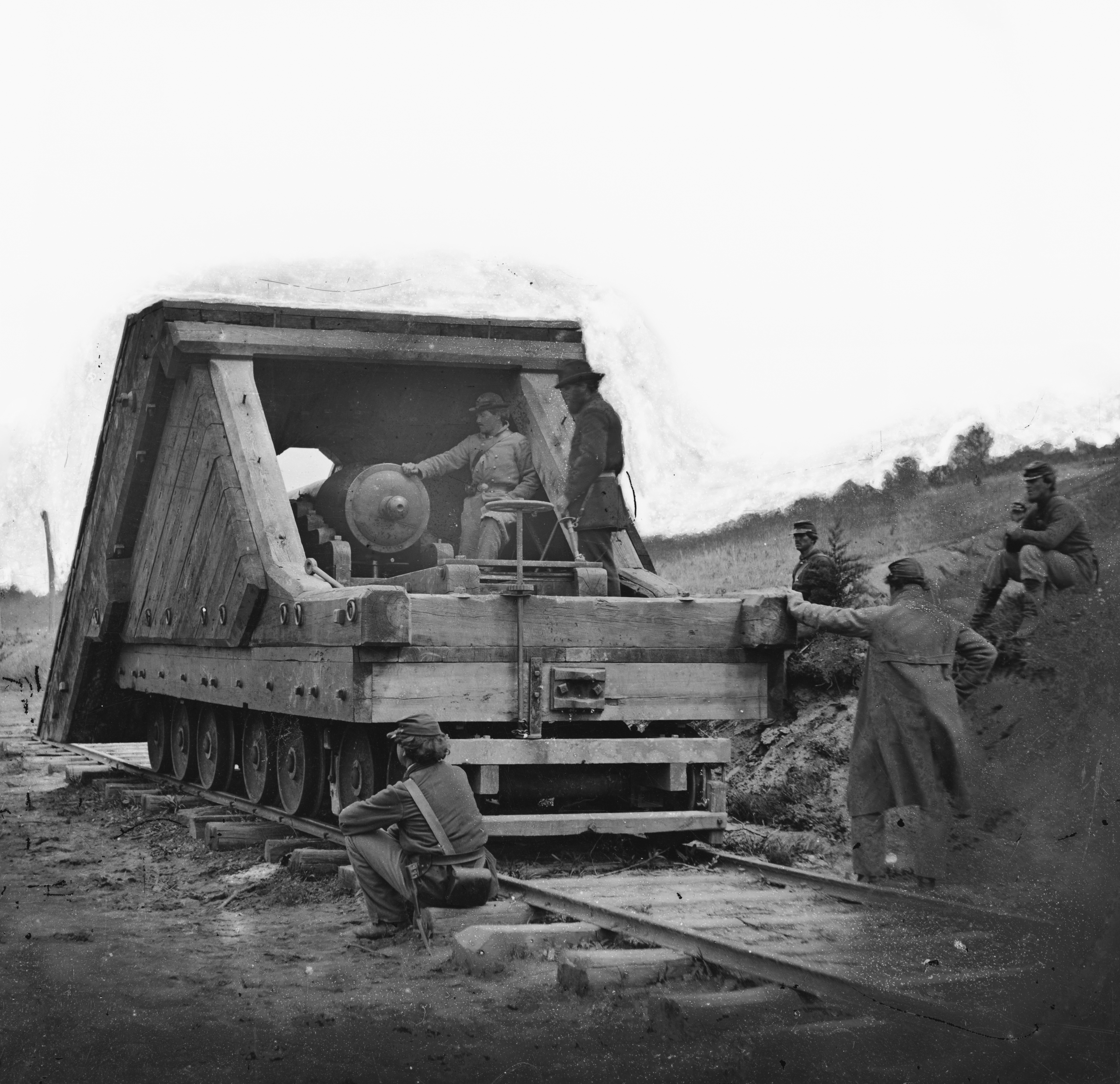
31 janvier : « Railroads & Telegraph Act », canon ferroviaire utilisé pendant la guerre civile.

- 3 janvier : victoire de l'Union dans le comté de Prince William en Virginie à la bataille de Cockpit Point. L'USS Anacostia et l'USS Yankee, navires de l'Union bombardent des batteries terrestres sudistes. L'objectif de ces batteries sudistes est d'interdire le trafic fluvial sur le Potomac aux navires fédéraux allant ou venant de Washington.
- 5-6 janvier : bataille de Hancock. Dans le comté de Washington (Maryland) et le comté de Morgan (Virginie-Occidentale), l'Armée des États confédérés pilonne la ville de garnison d'Hancock qui refuse de se rendre.
- 7 janvier : bataille de Jenny's Creek, remportée par les troupes de l'Union commandées par James Abram Garfield
- 8 janvier, opérations dans le Nord-est du Missouri : victoire de l'Union à la bataille de Roan's Tan Yard dans le comté de Randolph.
- 10 janvier, offensive dans l'est du Kentucky : victoire de l'Union à la bataille de Middle Creek dans le comté de Floyd (Kentucky).
- 19 janvier, offensive dans l'est du Kentucky : victoire de l'Union à la bataille de Mill Springs dans les comtés de Pulaski et Wayne (Kentucky).
- 30 janvier : lancement du cuirassé l'USS Monitor.
- 31 janvier :
  - le Congrès des États-Unis vote le « Railroads & Telegraph Act », par lequel le président Abraham Lincoln reçoit pleins pouvoirs de réquisition des lignes de chemins de fer et de télégraphes qu'il considérerait comme nécessaires à la conduite de la guerre.
  - Alvan Graham Clark découvre Sirius B, et la compagne de 8e magnitude de Sirius qui est la première naine blanche découverte.

### Février

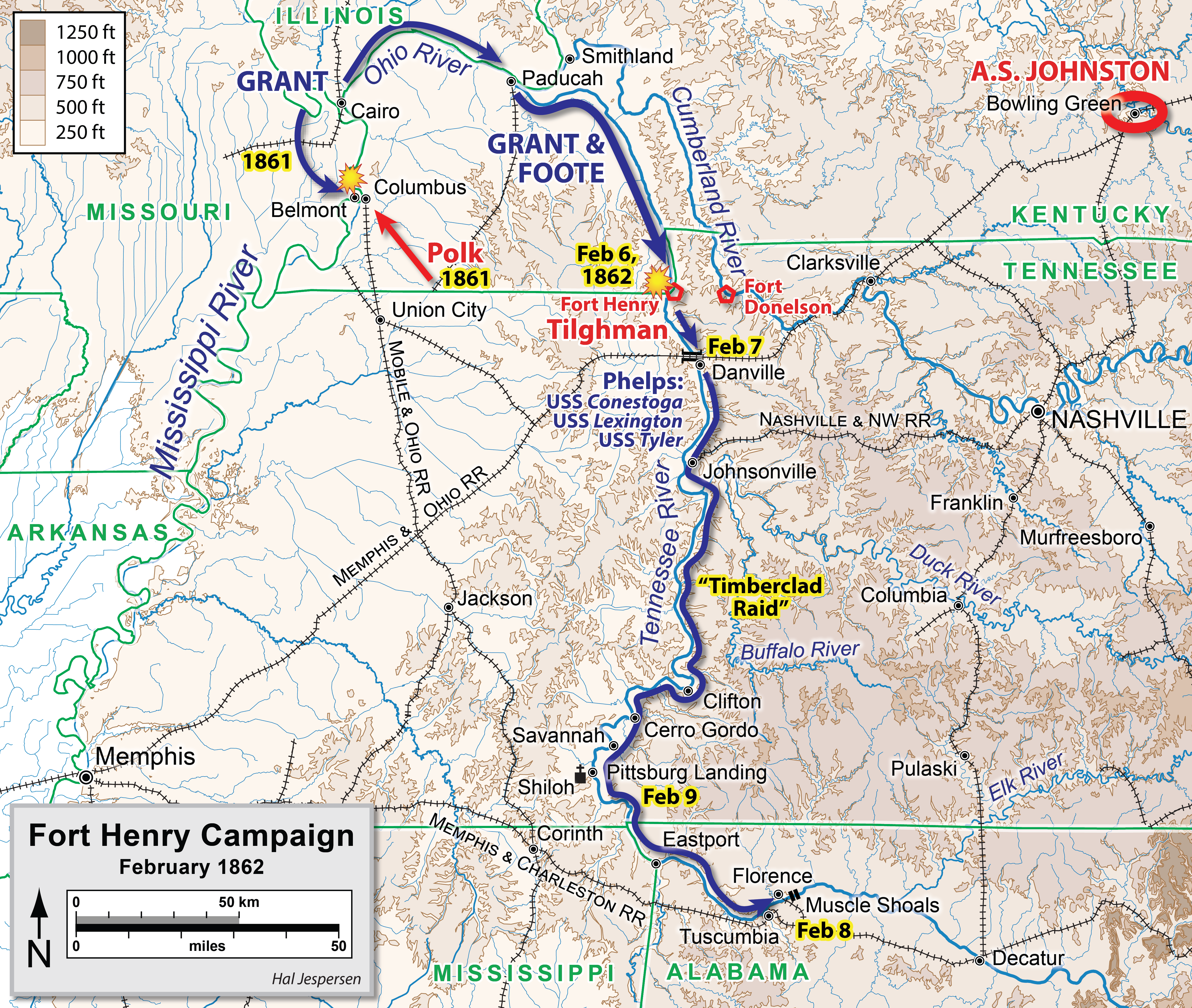
6 février : bataille de Fort Henry

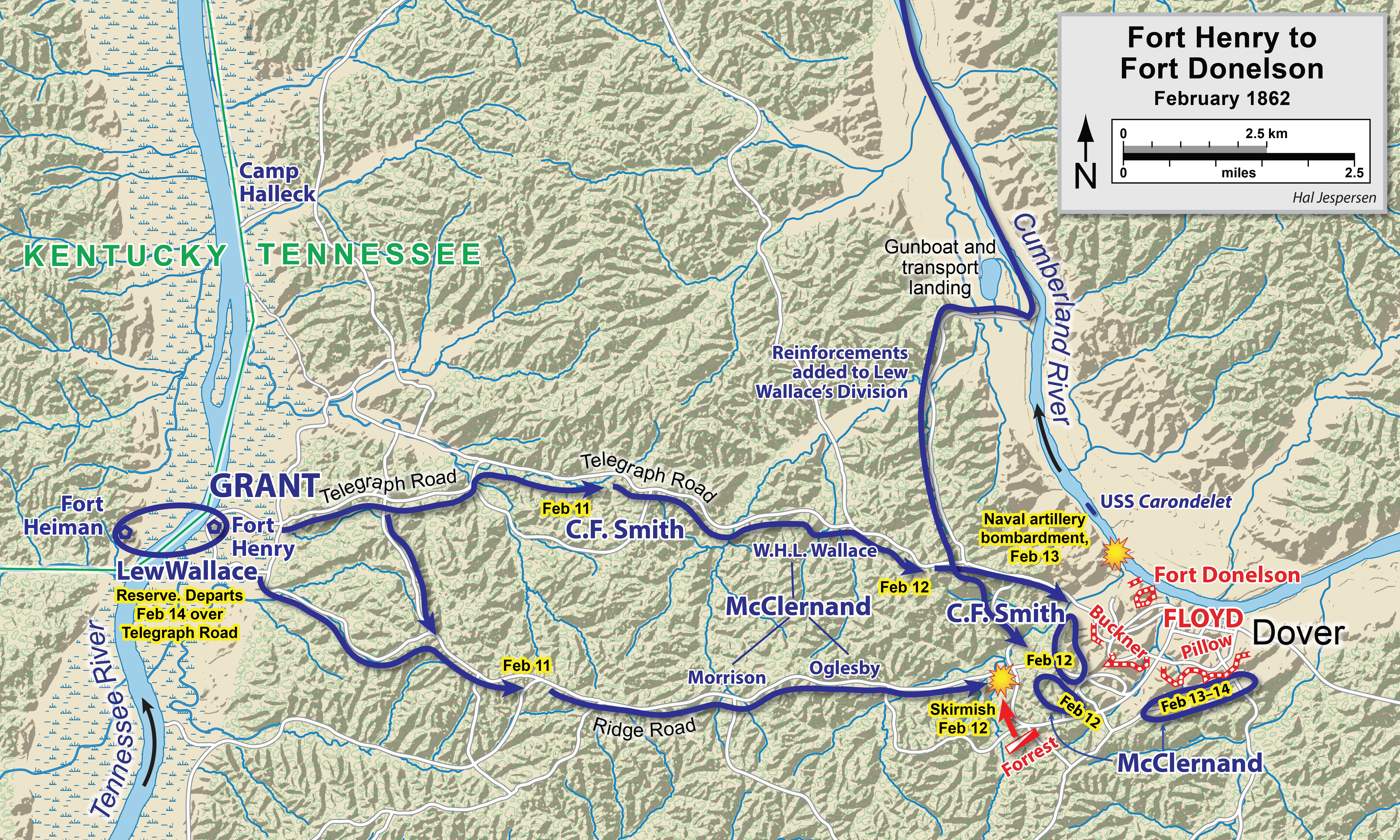
12 au 16 février : bataille de Fort Donelson

- Ambrose Bierce joint l'armée sous le commandement du Général William Babcock Hazen.
- 1er février : The Battle Hymn of the Republic écrit par Julia Ward Howe est publié dans The Atlantic Monthly.
- 6 février, pénétration fédérale vers le long du Cumberland et du Tennessee : une force fluviale nordiste bombarde et fait capituler Fort Henry, un fort sudiste sur la rivière Tennessee.
- 7-8 février, Plan Anaconda : victoire de l'Union à la bataille de Roanoke Island où le général de brigade Burnside, qui commence une campagne amphibie pour fermer les côtes atlantiques de la Caroline du Nord aux navires confédérés, capture l'île Roanoke.
- 10 février, Plan Anaconda : victoire de l'Union à la bataille de Elizabeth City, l'Union Navy détruit la flottille de la Confederate States Navy présente au large d'Elizabeth City (Caroline du Nord).
- 12-16 février, pénétration fédérale vers le long du Cumberland et du Tennessee : victoire de l'Armée de l'Union dans le comté de Stewart (Tennessee) à la bataille de Fort Donelson. Une des plus importantes batailles de la Guerre de Sécession[1]. Elle ouvre une seconde voie d'invasion vers le cœur de la Confédération, à commencer par la région de Nashville et ses industries.
- 20-21 février, Campagne du Nouveau-Mexique : victoire majeure de la Confédération à la bataille de Valverde dans le Territoire du Nouveau-Mexique.
- 28 février-8 avril : bataille d'Island Number Ten : L'escadre du fleuve Mississippi de l'Armée de l'Union prend le contrôle de l'île no 10, une île du Mississippi, la dixième en descendant le fleuve depuis son confluent avec l'Ohio[2], près de New Madrid. Cette victoire de l'union ouvre la route de Memphis (Tennessee)  aux forces nordistes.
- Février-juin : les forces de l’Union aidés de canonnières fluviales, s’emparent de points stratégiques sur le Mississippi, le Tennessee et la Cumberland.

### Mars

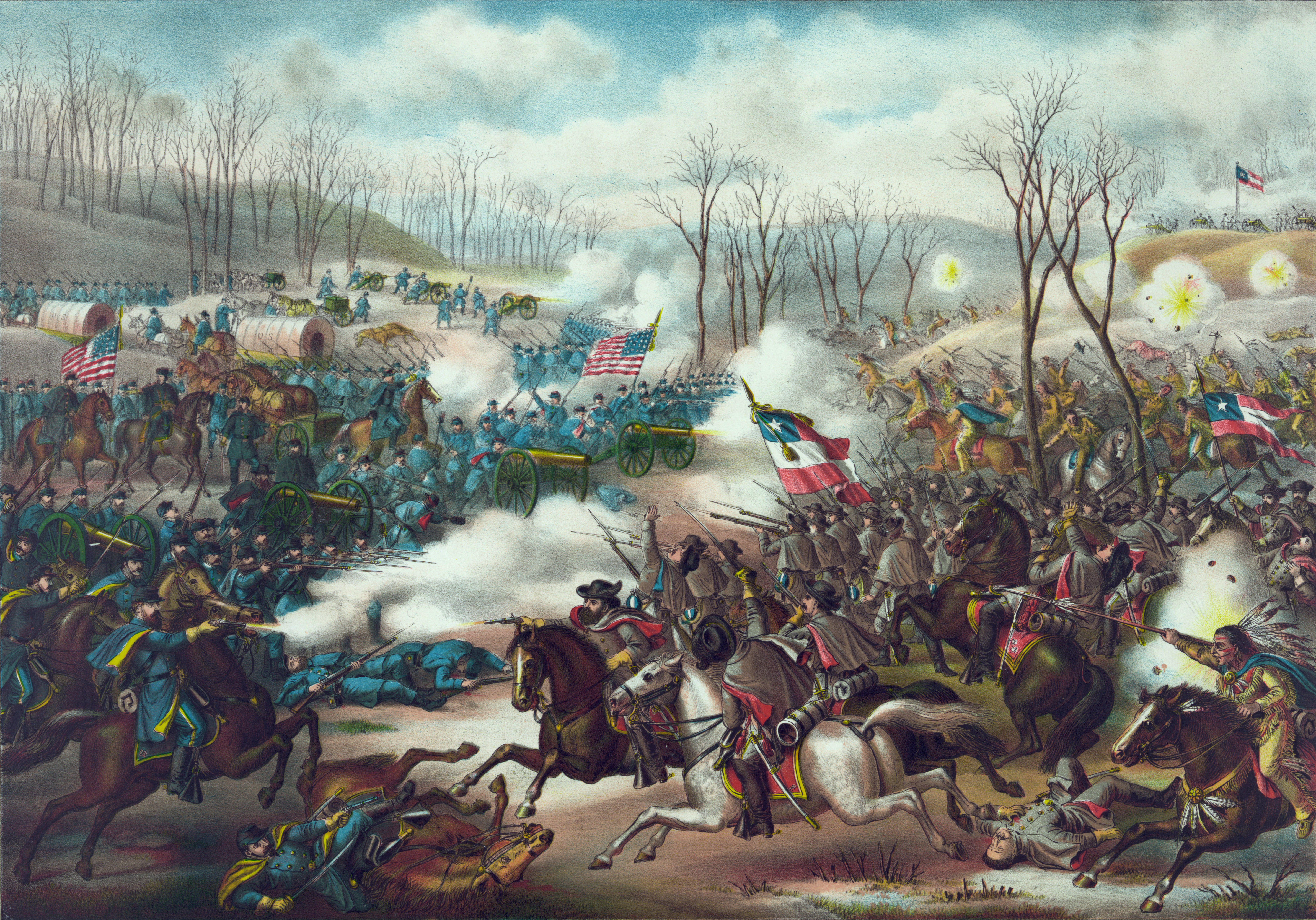
7-8 mars : bataille de Pea Ridge

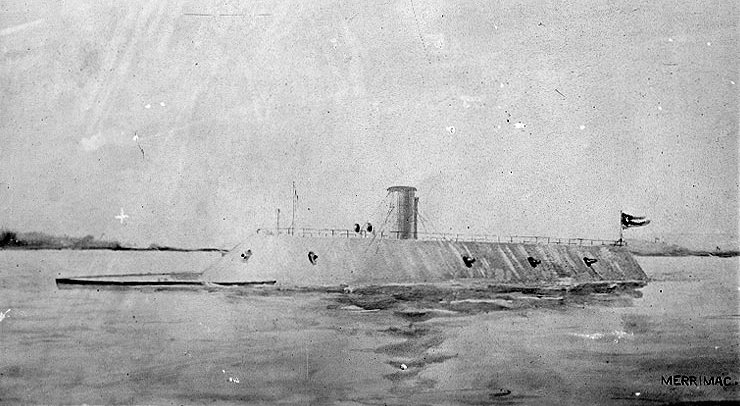
8-9 mars : CSS Virginia

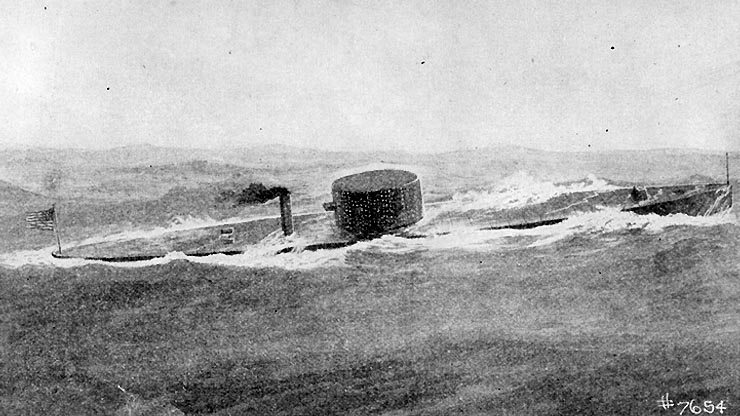
8-9 mars : USS Monitor

- Printemps : création de l'United States Military Railroad, agence dépendant du War Department (Département de la Guerre des États-Unis)[3], pour gérer le ravitaillement et le transport des armées nordistes en campagne au moyen des chemins de fer. Son champ d'action privilégié fut en fait le réseau ferroviaire confédéré après que l'Union eût dès 1862 porter l'essentiel de son effort militaire en territoire ennemi. L'impact déterminant sur le cours de la guerre et l'efficacité reconnue de cette organisation est liée à l'action remarquable du colonel (puis général) Herman Haupt.
- 6-8 mars : victoire de l'Armée de l'Union à la bataille de Pea Ridge dans le nord-ouest de l'Arkansas, près de Bentonville. La conséquence majeure de cette bataille est d'affermir le contrôle de l'Union sur l'État du Missouri.
- 8 mars : lancement du cuirassé le CSS Virginia.
- 8-9 mars : combat de Hampton Roads. Début de la Campagne de la Péninsule pendant laquelle les nordistes essayent de parvenir à Richmond (Virginie). Les sudistes, pour leur part, essayent de briser le blocus nordiste. Le combat, entre deux cuirassés, oppose le CSS Virginia, armé par les sudistes, et le USS Monitor, appartenant aux nordistes. Il n’y a pas de vainqueur.
- 13 mars : le gouvernement fédéral des États-Unis interdit à tous les officiers de l'Armée de l'Union de renvoyer les esclaves fugitifs, et de ce fait annule le Fugitive Slave Act de 1850 et prépare le terrain pour la Proclamation d'émancipation.
- 14 mars, Plan Anaconda : bataille de New Bern. New Bern est capturé par l'Union lors de la campagne de Burnside en Caroline du Nord.
- 23 mars-9 juin : brillante campagne des Confédérés dans la vallée de Shenandoah en Virginie. De par leurs audace et rapidités de mouvements, la troupe sudiste, composée de 17 000 hommes, remporte un certain nombre de batailles mineures contre trois armées fédérales (plus de 60 000 hommes), empêchant alors l'armée des États-Unis de recevoir des renforts pour la Campagne de la Péninsule, son offensive contre Richmond (Virginie), la capitale sudiste.
- 23 mars, Campagne de la vallée de Shenandoah : victoire de l'Union à la première bataille de Kernstown, mais plus de 8 000 soldats de l'Union sont bloqués dans la vallée de Shenandoah au lieu d'aller renforcer les troupes pour la Campagne de la Péninsule.
- 26-28 mars, Campagne du Nouveau-Mexique : bataille de Glorieta Pass. Dans le comté de Santa Fe les troupes confédérées restent maitres du champ de bataille mais la destruction de leurs approvisionnements les obligent à se replier sur le Texas, transformant une défaite tactique de l'Union en victoire stratégique.
- 30 mars, batailles de la colonne de Californie : victoire de l'Union à la bataille de Stanwix Station près de la Rivière Gila à environ 130 km à l'est de Yuma (Arizona).

| - 23 mars au 8 mai - 23 mai au 9 juin |

### Avril

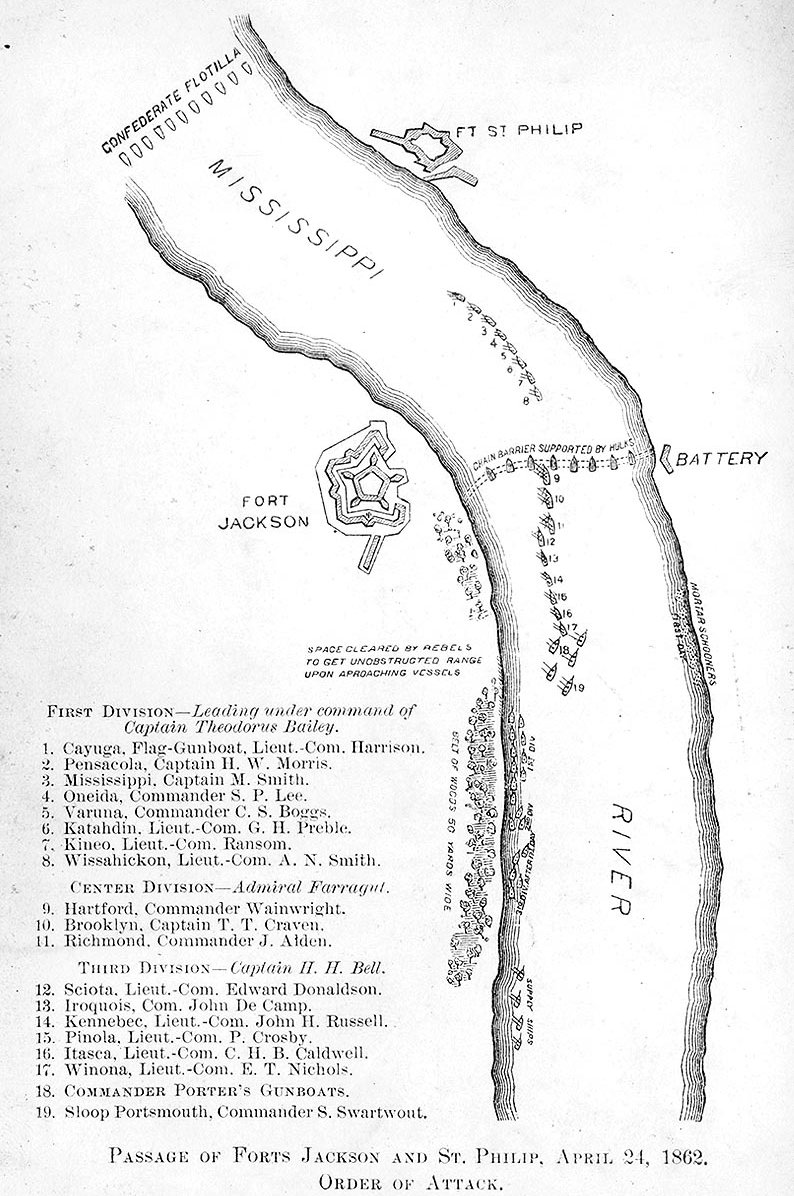
16 avril-28 avril : carte des Forts Jackson et St. Philip.

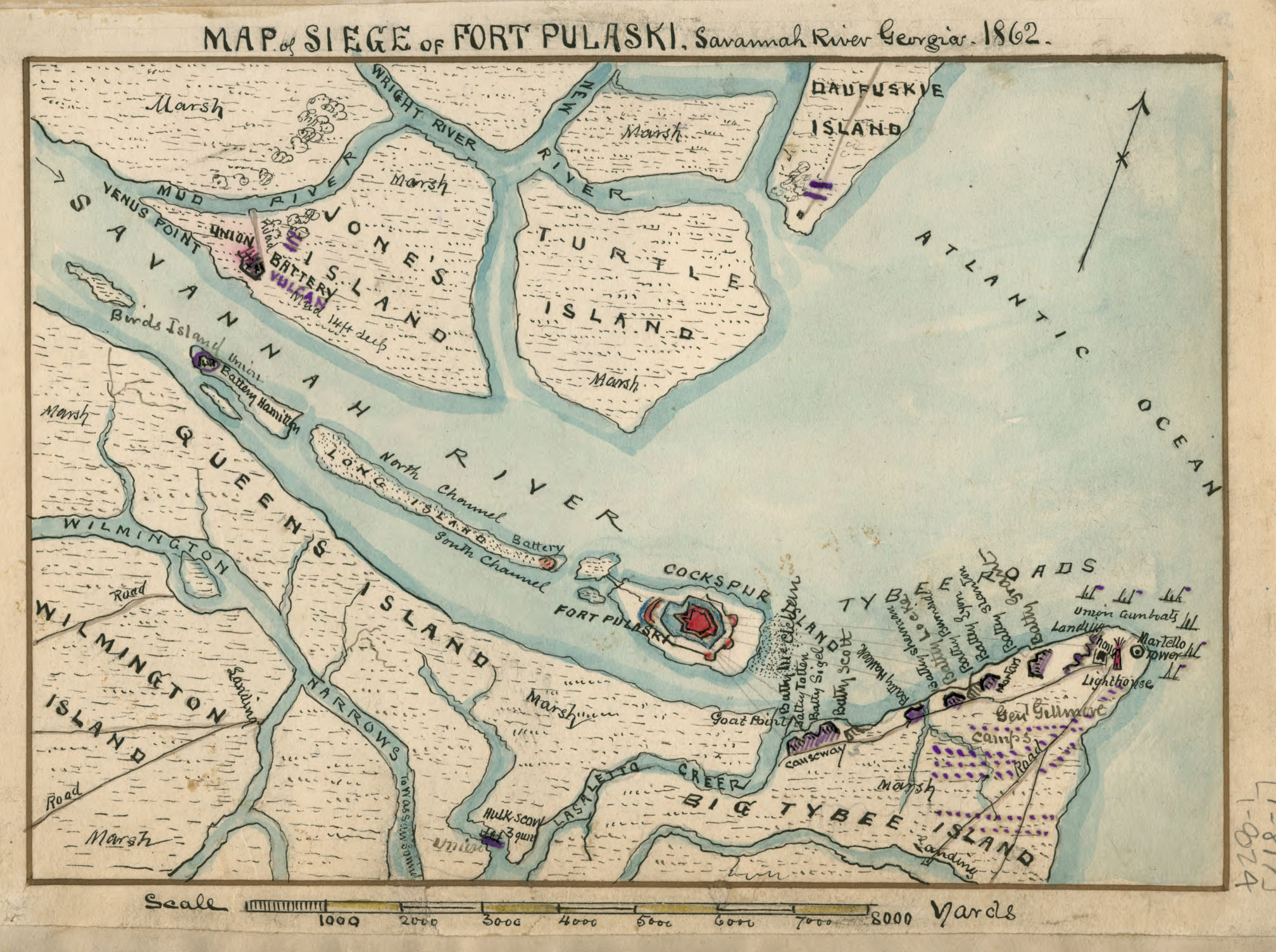
10-11 avril : bataille de Fort Pulaski

6- 7 avril: bataille de Shiloh

- 3 avril : 40 000 Confédérés quittent Corinth (Mississippi) pour se lancer à l'assaut des positions de Grant ; c'est l'une des rares occasions où les sudistes bénéficient d'une supériorité numérique. Toutefois, il faut pour cela rassembler différents corps de différents lieux, comme Memphis (Tennessee) ou Colombus.
- 5 avril - 4 mai, Campagne de la Péninsule : siège de Yorktown. À partir de l'extrémité sud-est de la  Péninsule de Virginie, (aux environs d'Hampton (Virginie)), les Armées de l'Union capturent Yorktown (Virginie) mais les Confédérés renforcent leurs positions sur Williamsburg (Virginie).
- 6- 7 avril : pénétration fédérale vers le long du Cumberland et du Tennessee : victoire de l'Union à la Bataille de Shiloh dans le comté de Hardin (Tennessee). Les Confédérés attaquent les armées de l'Union mais sont battus et repoussés vers Corinth (Mississippi) après une sanglante bataille.
- 10-11 avril : bataille de Fort Pulaski. Les forces de l'Union de Tybee Island assiègent et capturent le Fort Pulaski dans le comté de Chatham (Géorgie).
- 12 avril : raid d'Andrews, action militaire qui se déroule en Géorgie. Des volontaires de l'Armée de l'Union dérobent un train confédéré pour perturber la voie de chemin de fer Western & Atlantic Railroad, qui relie la ville d'Atlanta à la ville de Chattanooga. Poursuivis par d'autres trains, les membres de l'opération sont finalement capturés. Considérés comme des espions, certains d'entre eux sont exécutés. Plusieurs des participants sont les premiers à recevoir la Medal of Honor.
- 14 avril, Campagne du Nouveau-Mexique : victoire de l'Union à la bataille de Peralta dans le comté de Valencia.
- 15 avril, batailles de la colonne de Californie : victoire des Confédérés à la bataille de Picacho Pass, à une cinquantaine de kilomètres au nord-ouest de Tucson (Arizona) dans le comté de Pinal.
- 16 avril : première conscription dans les États confédérés[4] appelant les hommes blancs âgés de 18 à 35 ans pour la durée de la guerre[5].
- 16 avril-28 avril, expédition pour la capture de La Nouvelle-Orléans : la bataille des forts Jackson et Saint Philip est décisive pour le contrôle de La Nouvelle-Orléans. Les deux forts confédérés sur le Mississippi, au sud de la ville, sur la  presqu'île Paroisse Plaquemine sont attaqués par la marine de l'Union. Une fois ces forts tombés, plus rien ne peut empêcher l'avancée vers La Nouvelle-Orléans, la plus grande ville confédérée.
- 19 avril, Plan Anaconda : victoire des Confédérés à la bataille de South Mills dans le comté de Camden (Caroline du Nord).
- 23-26 avril, Plan Anaconda : victoire de l'Union à la bataille de Fort Macon près de Beaufort (Caroline du Nord).
- 25 avril-1er mai : victoire de l'Armée de l'Union à la bataille de La Nouvelle-Orléans dans la Paroisse de Saint-Bernard et la ville de La Nouvelle-Orléans. Elle permet la capture de la ville de La Nouvelle-Orléans sans grande résistance, ce qui lui épargne la destruction que connaissent d'autres villes sudistes. Cependant la sévère administration de la ville par un gouverneur militaire crée un ressentiment dans la population.
- 29 avril-10 juin, pénétration fédérale vers le long du Cumberland et du Tennessee : victoire de l'Union à la première bataille de Corinth et prise de la ville de Corinth (Mississippi).

### Mai

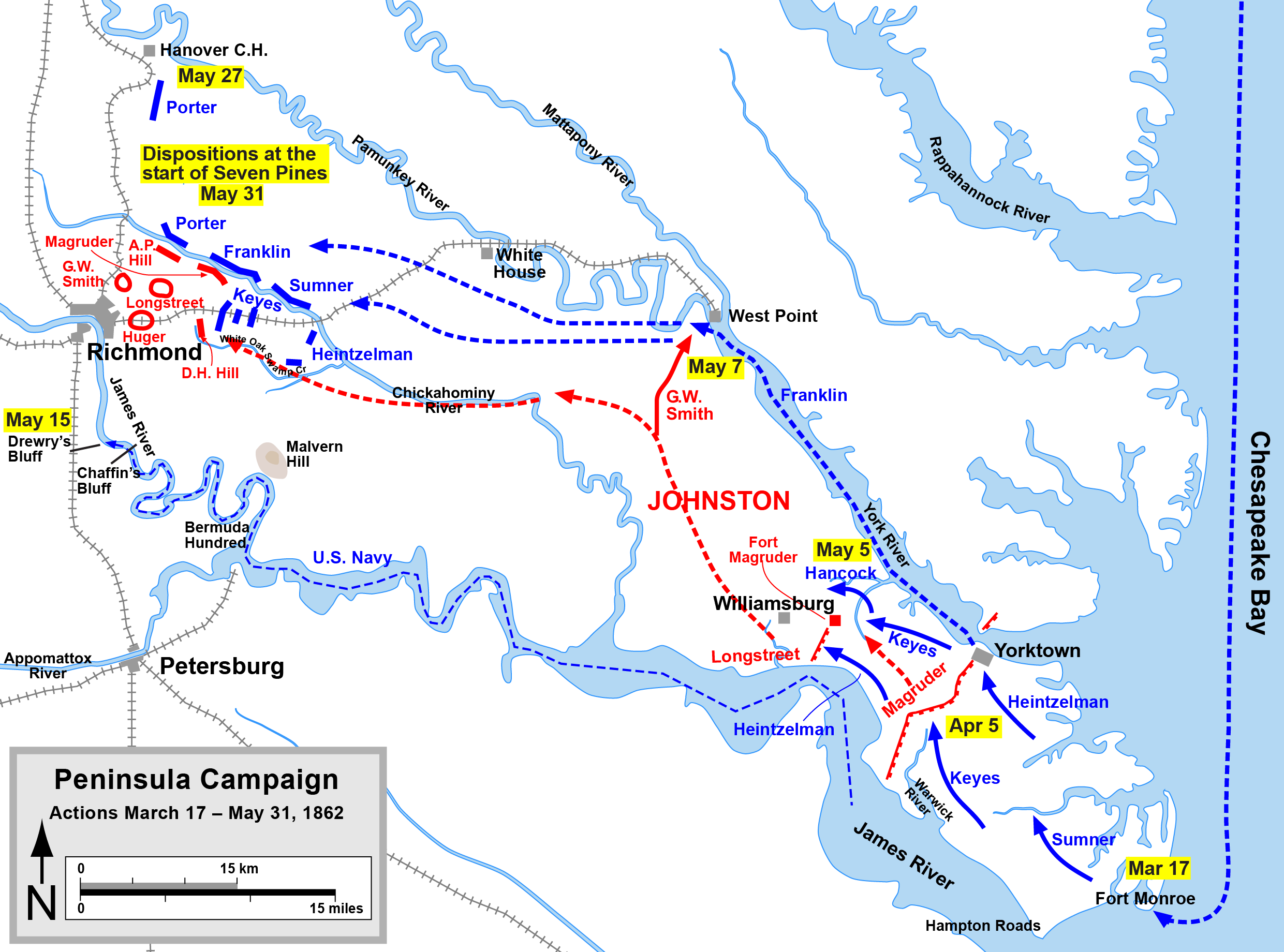
31 mai-1er juin : bataille de Seven Pines

- 5 mai, Campagne de la Péninsule : bataille de Williamsburg. Les Armées de l'Union avancent sur Williamsburg (Virginie) tandis que les Confédérés renforcent leurs positions pour protéger Richmond (Virginie).
- 11 mai : les troupes de l'Union menacent Norfolk (Virginie) et son arsenal. Les sudistes décident alors de faire sauter le CSS Virginia.
- 15 mai :
  - Campagne de la Péninsule : victoire des confédérée à la bataille de Drewry's Bluff dans le comté de Chesterfield (Virginie).
  - Création du Département de l'Agriculture des États-Unis.
- 20 mai : loi Homestead Act qui concède gratuitement 65 hectares à tout fermier les ayant cultivées au moins cinq ans. Si la famille y vit depuis au moins 6 mois, elle peut aussi sans attendre acheter le terrain à un prix relativement faible de 1,25 dollar par 1 km2. Les familles doivent être « non-indiennes ».
- 31 mai-1er juin, Campagne de la Péninsule : bataille de Seven Pines. Combats dans le comté de Henrico, Virginie, il n'y a pas de vainqueur clair, mais l’Armée du Potomac atteint les limites de Richmond (Virginie).

### Juin

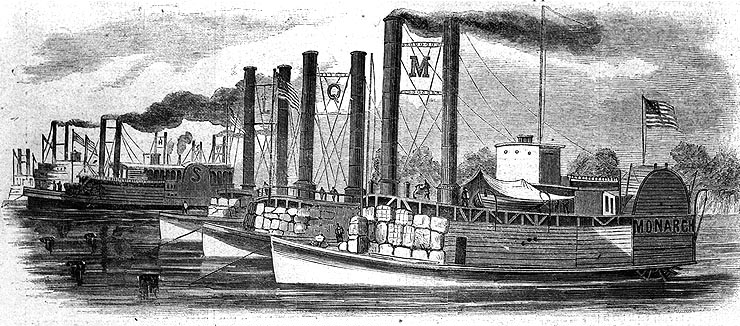
6 juin : la flotte des navires-béliers du colonel Ellet.

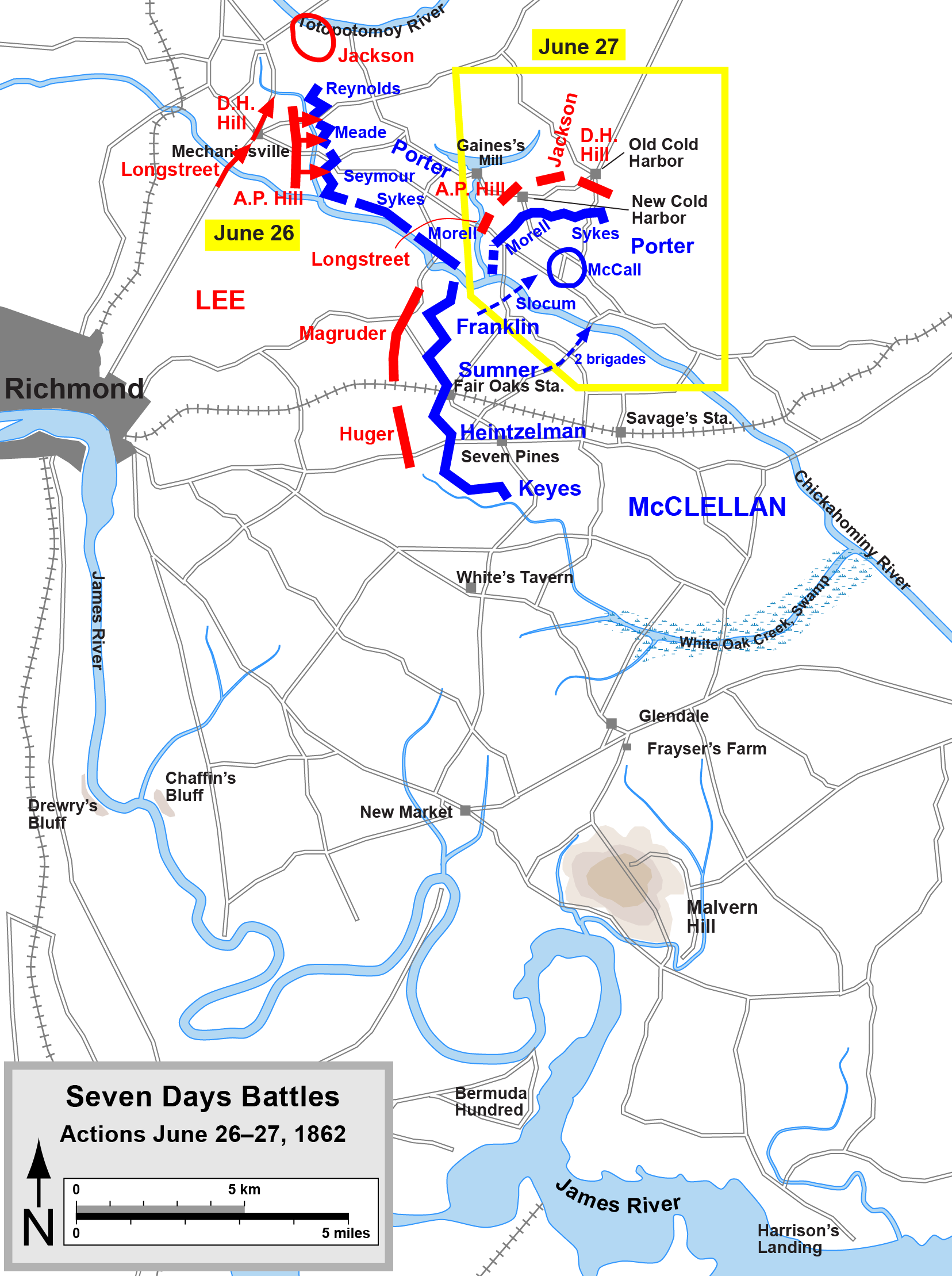
25 juin- : bataille de Sept Jours

- 6 juin : première bataille de Memphis. Les cuirassés et la flotte des navires-béliers des États-Unis anéantissent la flottille hétéroclite des sudistes et capturent Memphis (Tennessee).
- 17 juin : victoire de l'Union à la bataille de Saint Charles sur la White River, en Arkansas.
- 25 juin, Campagne de la Péninsule : début de la bataille de Sept Jours. Bataille de Oak Grove. Escarmouche entre des unionistes en mission de reconnaissance et des confédérés à Oak Grove dans le comté de Henrico (Virginie).
- 26 juin : Bataille de Beaver Dam Creek. Victoire de l'Union près de Mechanicsville, à une dizaine de kilomètres au nord est de Richmond (Virginie) dans le comté de Hanover.
- 27 juin : bataille de Gaines' Mill. Victoire des Confédérés dans le comté de Hanover (Virginie).
- 30 juin : bataille de Glendale. Il n'y a pas de vainqueur clair.
- 30 juin – 1er juillet : victoire des confédérée à la bataille de Tampa (Floride).

### Juillet

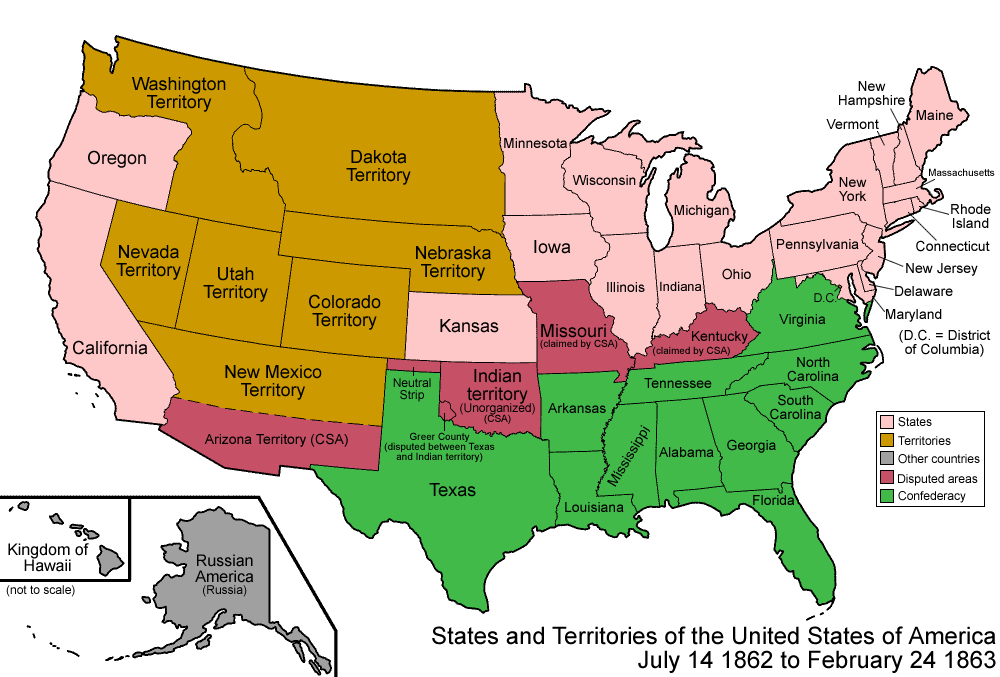
14 juillet 1862 - 24 février 1863

- Juillet : le Congrès des États-Unis vote un décret de confiscation qui autorise l’affranchissement des esclaves appartenant aux maîtres qui se battent contre l’Union. Le décret n’est pas appliqué par les généraux nordistes et Lincoln ne l’impose pas.
- 1er juillet :
  - fin de la bataille de Sept Jours : victoire de l'Union à la bataille de Malvern Hill dans le comté de Henrico (Virginie).
  - Bataille de Booneville dans le Mississippi. Elle oppose les forces de l'Union conduites par le colonel Philip Sheridan aux forces confédérées commandées par le brigadier-général James R. Chalmers. Son issue incertaine ne permet pas de désigner un vainqueur clair de cet affrontement.
  - Création de l' Internal Revenue Service.
  - Création de l'Union Pacific.
  - Décision de construire le premier chemin de fer transcontinental. Le gouvernement accorde aux compagnies Union Pacific et Central Pacific des prêts avantageux et dix sections de terres fédérales alternées de part et d’autre du remblai (surfaces doublées dès 1864). D’immenses bandes de terres échappent au Homestead Act (181 millions d’acres de 1851 à 1871)[6].
- 13 juillet : victoire des confédérés à la première bataille de Murfreesboro.
- 14 juillet : du fait de sa nature de région minière et de pâturage, des terrains commencent à être ajoutés au Territoire du Nevada pour satisfaire à ces activités. Sa frontière orientale est déplacée vers l'est depuis le 39e méridien à l'ouest de Washington vers le 38e, en gagnant du terrain sur le Territoire de l'Utah[7].
- 15-16 juillet : bataille d'Apache Pass. Cochise, chef apache des Chiricahuas devient hostile aux Blancs à la suite de l’exécution de plusieurs membres de sa tribu par les troupes américaines.
- 17 juillet : le Congrès des États-Unis vote une loi autorisant les états à une conscription pour la constitution d'une milice s'ils n'ont pas suffisamment de volontaires.
- 23 juillet : Henry Wager Halleck est nommé[8] Commanding General of the United States Army.

### Août
- 6 août : prise de Kirksville par les troupes de l'Union. Ce qui permet aux nordistes d'affirmer leur emprise sur la partie sud-est de l'État du Missouri.
- 15-16 août : les Confédérés prennent la ville de Lone Jack dans le comté de Jackson (Missouri). L'Union reprendra la ville le 17 août.
- 17 août-26 septembre, Révolte des Sioux : dans le Minnesota, de nombreux colons sont tués par des Sioux mécontents de ne pas recevoir les marchandises dues à la suite du traité de la « Traverse des Sioux » passé le 23 juillet 1851. Près de deux mille Amérindiens seront capturés et jugés.
- 22-25 août : première bataille de Rappahannock Station dans la campagne de Virginie Septentrionale.
- 25-27 août : combats de Manassas Station dans la campagne de Virginie Septentrionale.
- 28 août : bataille de Thoroughfare Gap dans la campagne de Virginie Septentrionale.
- 28-30 août, Campagne de Virginie Septentrionale : victoire sudiste à la seconde bataille de Bull Run dans le comté du Prince William (Virginie).
- 29 août-30 août : victoire des Confédérés à la bataille de Richmond (Kentucky).

### Septembre

17 septembre : bataille d'Antietam

- 1er septembre : bataille de Chantilly, incertaine. Fin de la campagne de Virginie Septentrionale.
- 14 septembre, Campagne du Maryland : victoire de l'Union à la bataille de South Mountain dans le comté de Frederick (Maryland) et dans le comté de Washington (Maryland). La résistance acharnée des nordistes permet aux Confédérés de rassembler leurs forces en prévision de la bataille d'Antietam du 17 septembre.
- 17 septembre, Campagne du Maryland : la bataille d'Antietam sauve Washington d'une attaque des sudistes.
- 22 septembre : Abraham Lincoln rend publique sa « proclamation préliminaire d’émancipation » : il offre au Sud un délai de quatre mois pour cesser la rébellion, en menaçant d’émanciper les esclaves si les sudistes continuaient à combattre, tout en promettant de ne pas toucher à l’esclavage dans les États qui se rallieraient à l’Union.
- 27 septembre : deuxième[4] conscription dans les États confédérés portant l'âge maximal de 35 à 45 ans[5].

### Octobre
- 3-4 octobre : retrait des confédérés après seconde bataille de Corinth au nord de l'état du Mississippi.
- 8 octobre : les confédérés échouent à la bataille de Perryville dans leur tentative de contrôle du Kentucky.

### Novembre
- 7 novembre : Napoléon III propose, unilatéralement, un armistice de 6 mois entre les belligérants de la guerre civile américaine, supervisé par la France, le Royaume-Uni et la Russie. Refus des Britanniques et des Russes[9].

### Décembre
- 13 décembre, Campagne de Fredericksburg : victoire des Confédérés sur les nordistes à la bataille de Fredericksburg, en Virginie.
- 17 décembre : 
  - Bataille de Goldsboro Bridge. L'Armée de l'Union détruit un pont de chemin de fer dans le comté de Wayne (Caroline du Nord) pour interrompre l'artère de ravitaillement sudiste venant du port de Wilmington[10].
  - Le général Grant donne l'Ordre général n° 11 d'expulser tous les Juifs de son territoire (régions du Tennessee, Mississippi, et Kentucky). Cet ordre est donné comme faisant partie d'une campagne menée par Grant contre le marché noir du coton du Sud. Il est convaincu que ce trafic est pratiqué « principalement par des Juifs et d’autres trafiquants sans scrupules.» L'ordre était politiquement insoutenable et Grant le retirera le 17 janvier 1863.
- 24 décembre : William Dean Howells se marie avec Elinor Mead à l'ambassade américaine de Paris.
- 26-29 décembre, Campagne de Vicksburg : bataille de Chickasaw Bayou. L'Armée des États confédérés repoussent une avancée de l'Armée de l'Union qui avait pour but de capturer Vicksburg (Mississippi).
- 30 décembre : Le cuirassé USS Monitor coule au large du Cap Hatteras en Caroline du Nord.
- 31 décembre : Le Président Abraham Lincoln signe la loi pour que la Virginie-Occidentale devienne un État des États-Unis.
- 31 décembre-2 janvier 1863 : bataille de la Stones River. Près de Murfreesboro (Tennessee), au sud-est de Nashville, l'Armée du Tennessee (Confédérée) veut stopper l'avance de l'Union, qui avance depuis Nashville, (prise par les nordistes dès le début de 1862, après la percée de Grant à Fort Henry et Fort Donelson), plus avant en territoire sudiste et plus particulièrement en Géorgie où l'on trouve de nombreux arsenaux et d'importants nœuds de communications, vitaux pour les intérêts confédérés. La bataille se termine sur un statu quo.

## Sans date précise
- Richard Jordan Gatling fait breveter la mitrailleuse Gatling, la première mitrailleuse vraiment efficace.
- Épidémie de variole en Californie.
- Louisa May Alcott travaille comme infirmière dans un hôpital de Georgetown (Washington, D.C.).

## Naissances
- 15 janvier : Loïe Fuller danseuse américaine morte à Paris le 1er janvier 1928.
- 24 janvier : Edith Wharton, née à New York et morte à Saint-Brice-sous-Forêt (Val-d'Oise) le 11 août 1937, est une romancière américaine.
- 2 avril: Nicholas Butler, né à Elizabeth (New Jersey)  et mort à New York le 7 décembre 1947, est codétenteur aux côtés de Jane Addams du Prix Nobel de la paix en 1931, président de l'université Columbia de 1902 à 1945 et président de la fondation Carnegie pour la paix internationale de 1925 à 1945.
- 11 avril : Charles Evans Hughes, (décédé le 27 août 1948), était un homme politique, membre du Parti républicain, gouverneur de l'État de New York de 1907 à 1910, juge à deux reprises de la Cour suprême des États-Unis, candidat républicain à la présidence en 1916 et Secrétaire d'État de 1921 à 1925.
- 26 avril : Edmund Tarbell, (décédé le 1er août 1938), était un peintre impressionniste, membre du groupe des Ten American Painters.
- 27 avril : Rudolph Schildkraut, (né à Constantinople - décédé le 15 juillet 1930 à Los Angeles), est un acteur de cinéma et de théâtre américain d'origine autrichienne, qui fut une vedette du cinéma muet allemand.
- 10 juin : Leslie Carter, née à Lexington (Kentucky) et morte le 13 novembre 1937, est une actrice.
- 16 juillet : Ida B. Wells, (née à Holly Springs, État du Mississippi - morte à Chicago, Illinois le 25 mars 1931), était une journaliste afro-américaine, rédactrice en chef et avec son mari propriétaire d'un journal. Elle fut un chef de file au début du mouvement des droits civiques ; elle a documenté l'ampleur du lynchage aux États-Unis. Elle a également été active dans le mouvement des droits des femmes et le mouvement pour le suffrage des femmes.
- 11 septembre : O. Henry est le pseudonyme de l’écrivain William Sydney Porter (né à Greensboro, Caroline du Nord, décédé le 5 juin 1910).

## Décès
- 10 janvier : Samuel Colt, (né le 19 juillet 1814), né à Hartford (Connecticut), aux États-Unis, a grandement contribué au développement et à la popularisation du revolver.
- 17 janvier : John Tyler, ancien président des États-Unis.
- 2 mars : Frederick W. Lander, (né le 17 décembre 1821), était un explorateur, un poète et un général des Armées du l'Union pendant la Guerre de Sécession.
- 6 mai : Henry David Thoreau, essayiste, mémorialiste et poète américain.
- 24 juillet : Martin Van Buren, ancien président des États-Unis.

#### Articles généraux
- Histoire des États-Unis de 1776 à 1865
- Évolution territoriale des États-Unis
- Guerre civile américaine
- États confédérés d'Amérique
- Liste des batailles de la guerre de Sécession
- Blocus de l'Union

#### Articles sur l'année 1862 aux États-Unis
- Campagne de Burnside en Caroline du Nord
- Campagne du Maryland
- Campagne du Nouveau-Mexique
- Campagne de la Péninsule
- Campagne de la vallée de Shenandoah (1862)
- Campagne de Vicksburg
- Campagne de Virginie Septentrionale
- Bataille d'Antietam
- Ordre de bataille lors de la bataille d'Antietam
- Bataille de Booneville
- Seconde bataille de Bull Run
- Ordre de bataille lors de la Seconde bataille de Bull Run
- Campagne de la Péninsule
- Bataille de Chickasaw Bayou
- Bataille de Cockpit Point
- Première bataille de Corinth
- Bataille de Drewry's Bluff
- Bataille de Fort Donelson
- Ordre de bataille lors de la bataille de Fort Donelson
- Bataille de Fort Henry
- Bataille de Fort Pulaski
- Bataille des forts Jackson et Saint Philip
- Bataille de Fredericksburg
- Ordre de bataille lors de la bataille de Fredericksburg
- Bataille de Glorieta Pass
- Bataille de Goldsboro Bridge
- Combat de Hampton Roads
- Bataille de Hancock
- Bataille d'Island Number Ten
- Bataille de Kirksville
- Bataille de Lone Jack
- Bataille de Malvern Hill
- Première bataille de Memphis
- Bataille de La Nouvelle-Orléans (1862)
- Bataille de Pea Ridge
- Bataille de Peralta
- Bataille de Perryville
- Bataille de Picacho Pass
- Bataille de Richmond
- Bataille de Roan's Tan Yard
- Bataille de Saint Charles
- Bataille de Sept Jours
- Ordre de bataille lors de la bataille de Sept Jours
- Bataille de Seven Pines
- Bataille de Shiloh
- Ordre de bataille lors de la Bataille de Shiloh
- Bataille de South Mountain
- Bataille de Stanwix Station
- Bataille de Stones River
- Ordre de bataille lors de la bataille de Stones River
- Bataille de Tampa
- Bataille de Valverde
- Raid d'Andrews
- Homestead Act
- Ordre général n° 11
- Proclamation d'émancipation